# Maria Touchet

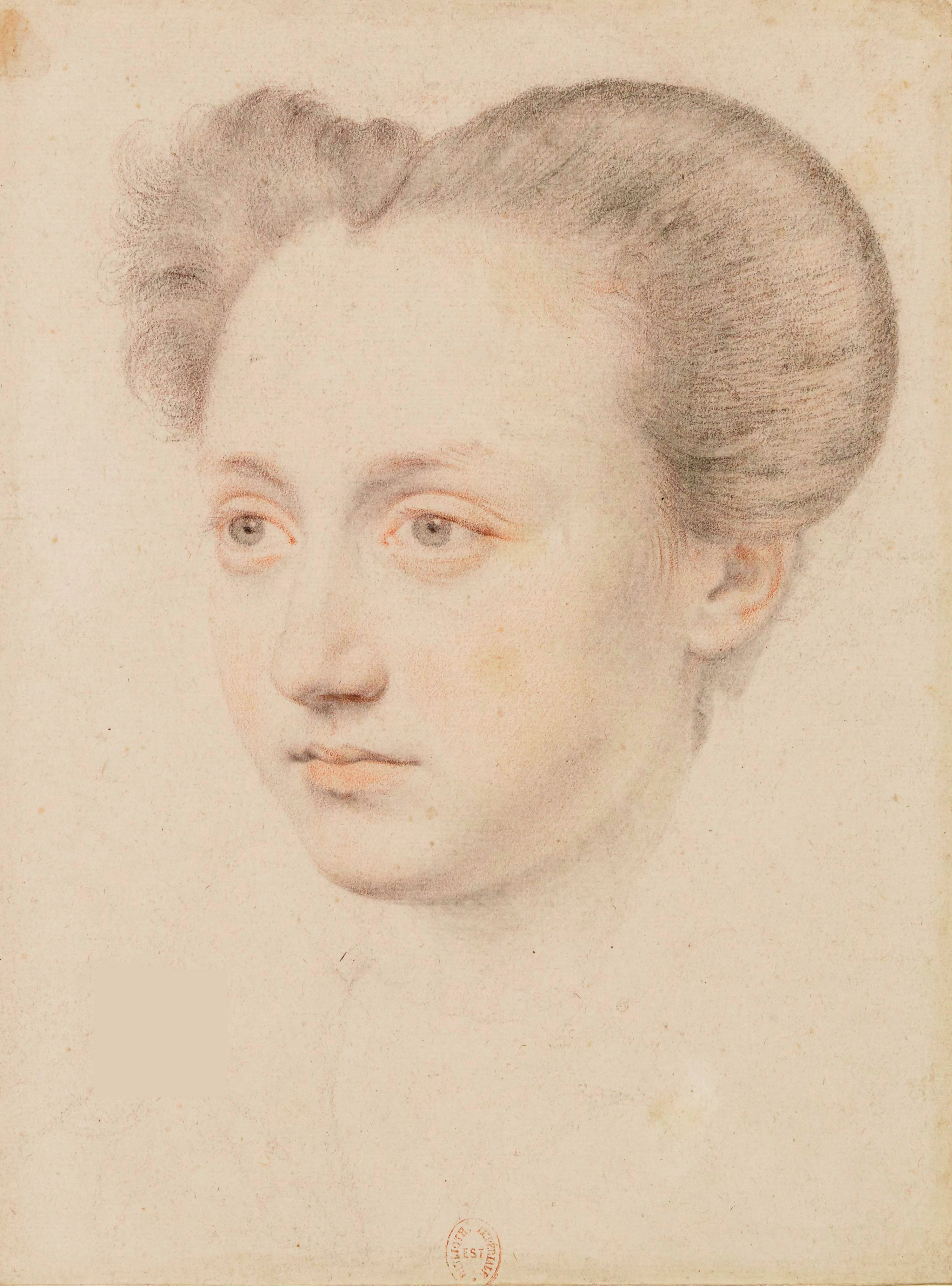
Maria Touchet

Maria Touchet (Orleães, 1549 — Paris, 28 de março de 1638) foi uma cortesã francesa, amante do rei Carlos IX de França, filho de Henrique II e Catarina de Médici.

## Biografia
Era filha de Jean Touchet, tenente da sua cidade natal, e de Maria Mathy.
Maria Touchet teria, segundo certos historiadores, encontrado e amado o ainda jovem rei de França Carlos IX em Orleães, quando de sua peregrinação por todo o reino ao lado de sua mãe Catarina de Médicis.
Todos os seu contemporâneos estão de acordo em reconhecê-la como muito bela « o rosto redondo, os olhos vivos e bem fendidos, a fronte mais pequena que grande, o nariz de justa proporção, a boca pequena e o queixo admirável. Além disso, era espirituosa e divertida » ; seu retrato, pintado por François Clouet a mostra roliça, com magníficos ombros e uma garganta bonita. Os historiadores hesitam, no entanto, em atribuir o modelo a Diane de Poitiers ou Maria Touchet.  
Grávida de seu amante real, Maria Touchet dá à luz um filho, Carlos de Valois, no Castelo de Fayet, perto de Barraux, em 28 de Abril de 1573. Esta casa do século XII fora adquirida em 1543 por Arthaud de Maniquet e permaneceu na família até o século XVIII.
É o filho de Arthaud, Hector de Maniquet, mordomo de Margarida de Navarra e confidente do rei quem propõe esconder a gravidez da jovem amante do rei, estado que teria escandalizado a Corte onde Maria Touchet era recebida e onde possuia muitos inimigos. A criança nascida nesse dia em Barraux é batizada com o nome de Carlos. Será mais tarde Conde de Auvergne e duque de Angoulême.
Maria Touchet casa-se, em 1578, já estando Carlos IX morto, com François de Balzac d'Entragues, governador de Orléans, de quem tem duas filhas. Uma delas, Henriette de Balzac d'Entragues será futura amante de Henrique IV da França. 